# Amatørboksning
Amatørboksning er en form for boksning hvor regelværket adskiller sig fra professionel boksning. Amatørboksning går i to minutter hver omgang med et minuts pause mellem. Normalt er varigheden fire omgang hos mænd og tre omgange hos kvinder. Det er normalvis fem og nogle gange tre dommere som står rundt om ringen, og en kampleder som styrer (som ikke er en af dommerne). Dommerne tæller point, hvor godkendte slag er slag mod siden, eller foran hovedet, eller over bæltestedet, men ikke ryggen. Slaget skal også være knyttet. Det er ikke tilladt med andre slag på kroppen, inklusive nedoverslag. I kamp må mindst 3 af 5 dommere registrere slaget for at det skal godkendes. 
Amatørboksning er lovlig i Danmark, men under strenge regler. Hvis en amatørbokser bliver knockout'et, vil personen få karantæne på fire uger fra kampe og træning. Der er 11 vægtklasser for mænd, og 13 vægtklasser for kvinder.

## Historie i Danmark
Amatørboksningen kom frem i Danmark i slutningen af 1800-tallet sammen med arbejderklassen. I England havde man haft amatørboksning i årtier i forvejen. I de første mange år havde bokseklubberne også brydning og vægtløftning på programmet. Ved OL i 1920 i Antwerpen havde Danmark tolv boksere med, og de danske boksere vandt tre sølvmedaljer. Ved OL i Paris i 1924 havde Danmark otte boksere med, og de danske boksere vandt en guld- og to sølvmedaljer. 